# Schansspringen op de Olympische Winterspelen 1998
Schansspringen is een van de sporten die beoefend werden tijdens de Olympische Winterspelen 1998 in Nagano, Japan. 

## Heren

### K90 Schans
| rang   | sporter(s)       | land | sprong 1 (m) | sprong 2 (m) | totaal (ptn) |
| ------ | ---------------- | ---- | ------------ | ------------ | ------------ |
| Goud   | Jani Soininen    | FIN  | 90.0         | 89.0         | 234.5        |
| Zilver | Kazuyoshi Funaki | JPN  | 87.5         | 90.5         | 233.5        |
| Brons  | Andreas Widhölzl | AUT  | 88.0         | 90.5         | 232.5        |
| 4      | Janne Ahonen     | FIN  | 86.5         | 91.5         | 231.5        |
| 5      | Masahiko Harada  | JPN  | 91.5         | 84.5         | 228.5        |
| 6      | Primož Peterka   | SLO  | 87.0         | 89.0         | 223.0        |
| 7      | Noriaki Kasai    | JPN  | 87.5         | 84.5         | 221.5        |
| 8      | Kristian Brenden | NOR  | 87.5         | 84.0         | 215.5        |

### K120 Schans
| rang   | sporter(s)               | land | sprong 1 (m) | sprong 2 (m) | totaal (ptn) |
| ------ | ------------------------ | ---- | ------------ | ------------ | ------------ |
| Goud   | Kazuyoshi Funaki         | JPN  | 126.0        | 132.5        | 272.3        |
| Zilver | Jani Soininen            | FIN  | 129.5        | 126.5        | 260.8        |
| Brons  | Masahiko Harada          | JPN  | 120.0        | 136.0        | 258.3        |
| 4      | Andreas Widhölzl         | AUT  | 131.0        | 120.5        | 258.2        |
| 5      | Primož Peterka           | SLO  | 119.0        | 130.5        | 251.1        |
| 6      | Takanobu Okabe           | JPN  | 130.0        | 119.5        | 250.1        |
| 7      | Reinhard Schwarzenberger | AUT  | 115.5        | 131.0        | 244.2        |
| 8      | Michal Doležál           | CZE  | 116.0        | 130.5        | 243.2        |

### K120 Schans Team
| rang   | sporter(s)                                                                   | land | sprong 1 (m)            | sprong 2 (m)            | totaal (ptn) |
| ------ | ---------------------------------------------------------------------------- | ---- | ----------------------- | ----------------------- | ------------ |
| Goud   | Takanobu Okabe Hiroya Saito Masahiko Harada Kazuyoshi Funaki                 | JPN  | 121.5 130.0 79.5 118.5  | 137.0 124.0 137.0 125.0 | 933.0        |
| Zilver | Sven Hannawald Martin Schmitt Hansjörg Jäkle Dieter Thoma                    | GER  | 125.5 98.0 96.0 130.0   | 128.0 126.5 123.5 120.5 | 897.4        |
| Brons  | Reinhard Schwarzenberger Martin Höllwarth Stefan Horngacher Andreas Widhölzl | AUT  | 101.5 122.5 104.5 123.0 | 118.5 123.0 108.0 136.5 | 881.5        |
| 4      | Henning Stensrud Lasse Ottesen Roar Ljøkelsøy Kristian Brenden               | NOR  | 109.0 115.5 93.0 133.0  | 130.0 113.0 120.0 121.0 | 870.6        |
| 5      | Ari-Pekka Nikkola Mika Laitinen Janne Ahonen Jani Soininen                   | FIN  | 103.5 112.0 101.0 113.0 | 122.0 102.5 128.0 131.0 | 833.9        |
| 6      | Sylvain Freiholz Marco Steinauer Simon Ammann Bruno Reuteler                 | SUI  | 113.0 107.5 81.5 115.0  | 116.5 103.0 100.0 123.5 | 735.0        |
| 7      | Jakub Suchachek František Jež Michal Doležal Jaroslav Sakala                 | CZE  | 77.0 115.5 102.5 101.5  | 120.5 106.5 126.5 98.5  | 710.3        |
| 8      | Adam Małysz Łukasz Kruczek Wojciech Skupień Robert Mateja                    | POL  | 109.0 105.5 85.0 112.0  | 108.5 100.5 107.0 109.0 | 684.2        |

## Medaillespiegel
| rang | land       | goud | zilver | brons | totaal |
| ---- | ---------- | ---- | ------ | ----- | ------ |
| 1    | Japan      | 2    | 1      | 1     | 4      |
| 2    | Finland    | 1    | 1      | 0     | 2      |
| 3    | Duitsland  | 0    | 1      | 0     | 1      |
| 4    | Oostenrijk | 0    | 0      | 2     | 2      |
|      |            | 3    | 3      | 3     | 9      |